# Acar olivercoseli
Acar olivercoseli is een tweekleppigensoort uit de familie van de Arcidae. De wetenschappelijke naam van de soort is voor het eerst geldig gepubliceerd in 2010 door Huber.